# Crossostylis grandiflora
Crossostylis grandiflora là một loài thực vật có hoa trong họ Rhizophoraceae. Loài này được Brongn. & Gris mô tả khoa học đầu tiên năm 1871.